# La stella della sera
La stella della sera è un dipinto a olio su tela (92,5×123 cm) del pittore inglese William Turner, realizzato nel 1830 circa e conservato alla National Gallery di Londra.
Nonostante alcuni critici spostino la datazione dell'opera al 1840 circa, appare più probabile che La stella della sera sia stata eseguita intorno al 1830, per via delle analogie con Venere, la stella della sera e con la Spiaggia di Calais, dipinti esposti rispettivamente nel 1828 e nel 1830 che hanno probabilmente funto da fonte d'ispirazione. Questa cronologia è avallata anche da alcuni versi appuntati sull'album Worcester e Shrewsbury del 1828-1830 che recitano: «prima pallida stella della sera prima del crepuscolo». In ogni caso, l'opera fu inclusa nel Lascito Turner 1856 e oggi è esposta nella sala n. 34 della National Gallery, a Londra.
La tecnica innovativa de La stella della sera e la modernità degli esiti valsero al Turner la fama di antesignano della pittura astratta. In questo dipinto, infatti, Turner si avventura nell'astrazione pura, immortalando il senso romantico dell'infinito con un'inconsueta radicalità grazie ad un'estrema rarefazione dei colori: per dirla con le parole di Silvia Borghesi, «quella di Turner è essenzialmente materia pittorica, prima di essere forma e figura per le categorie dello spirito». Dal basso verso l'alto, la scena raffigura un'esile striscia di sabbia bruna, sulla quale un fanciullo gioca con il proprio cane, erto sulle zampe posteriori, in attesa che il padrone gli dia qualche boccone di buon cibo (il bambino, in effetti, sta cercando qualcosa nella bisaccia). Il lembo di terra lascia spazio a una distesa infinita di mare livido, calmissimo e privo di increspature. Segue, infine, un cielo azzurro che, perdendo di intensità, si fa quasi latteo quanto più s'approssima all'orizzonte, per poi virare improvvisamente verso toni più scuri quando si ricongiunge con la linea del mare, soprattutto a destra, dove un ammasso di nubi temporalesche è infuocato da alcuni bagliori rossi.